# Marcello Palingenio Stellato
Marcello Stellato, in latino: Marcellus Palingenius Stellatus (Napoli ?, 1500 circa – Cesena, prima del 1551), è stato un poeta e umanista italiano, autore del poema filosofico in lingua latina Zodiacus vitae. Nel XVIII secolo è stata congetturata la sua identificazione con tale Pier Angelo Manzoli (o Manzolli) di Stellata, della cui esistenza tuttavia non esiste alcuna prova.

## Biografia
Le informazioni biografiche certe sull'autore dello Zodiacus vitae sono molto scarse. Alcuni dati biografici possono essere desunti dallo stesso Zodiacus vitae. L'autore sarebbe vissuto a Roma durante il pontificato di Leone X (1513-1521), avrebbe visitato l'eremo di S. Silvestro sul monte Soratte e avrebbe letto il Libellus Aureus de lapide a vesica del medico Mariano Santo, stampato nel 1522; una sua composizione è contenuta nell'opera Parthenias liber in divae Mariae historiam di Marco Probo Mariano, pubblicata postuma a Napoli nel 1524. Nel maggio 1535 era insegnante di lettere umane a Forlì, città facente parte dello stato pontificio. L'ultima data che ne testimonia l'esistenza in vita è quella del 26 ottobre 1537, allorché ricevette un compenso per le lezioni tenute a Forlì. Era sicuramente morto nel 1551, anno di stampa dei Dialogi duo de poetis suorum temporum di Lilio Gregorio Giraldi, nel quale si dà notizia che il cadavere di Marcello Stellato era stato riesumato e bruciato per empietà. Da altra fonte è noto che il cadavere di Stellato era seppellito a Cesena.
Per il teologo calvinista Abraham Scultetus (1566–1625), Marcello Stellato era un cortigiano di Ercole II d'Este che avrebbe assunto lo pseudonimo di "Palingenius", avente lo stesso significato di "Renatus", in omaggio alla duchessa filocalvinista Renata di Francia. Il primo ad aver attribuito all'autore dello Zodiacus il nome di Pier Angelo Manzoli fu il latinista Jacopo Facciolati il quale, in alcune lettere indirizzate a Johann Albert Fabricius, scrisse che "Marcello Palingenio" era l'anagramma di "Pier Angelo Manzolli" nativo di Stellata, una località del ducato estense (donde il nome "Stellato"). L'identificazione del Facciolati lasciò perplesso fra gli altri Girolamo Tiraboschi:
(Girolamo Tiraboschi, Storia della letteratura italiana, Tomo VII, Parte IV, XLII)
Di recente, Franco Bacchelli dell'Università di Bologna, in base alla licenza di stampa dello Zodiacus vitae, concessa dal Consiglio dei dieci di Venezia l'8 febbraio 1535 a "Marcellus Stellato Neapolitanus", ha concluso che l'autore dello Zodiacus si chiamasse effettivamente Marcello Stellato (o Stellati) e che fosse nato in Campania, mentre Pier Angelo Manzoli non sarebbe mai esistito. "Stellato" è peraltro un cognome ancora molto diffuso a Napoli e in Campania.

### Zodiacus vitae

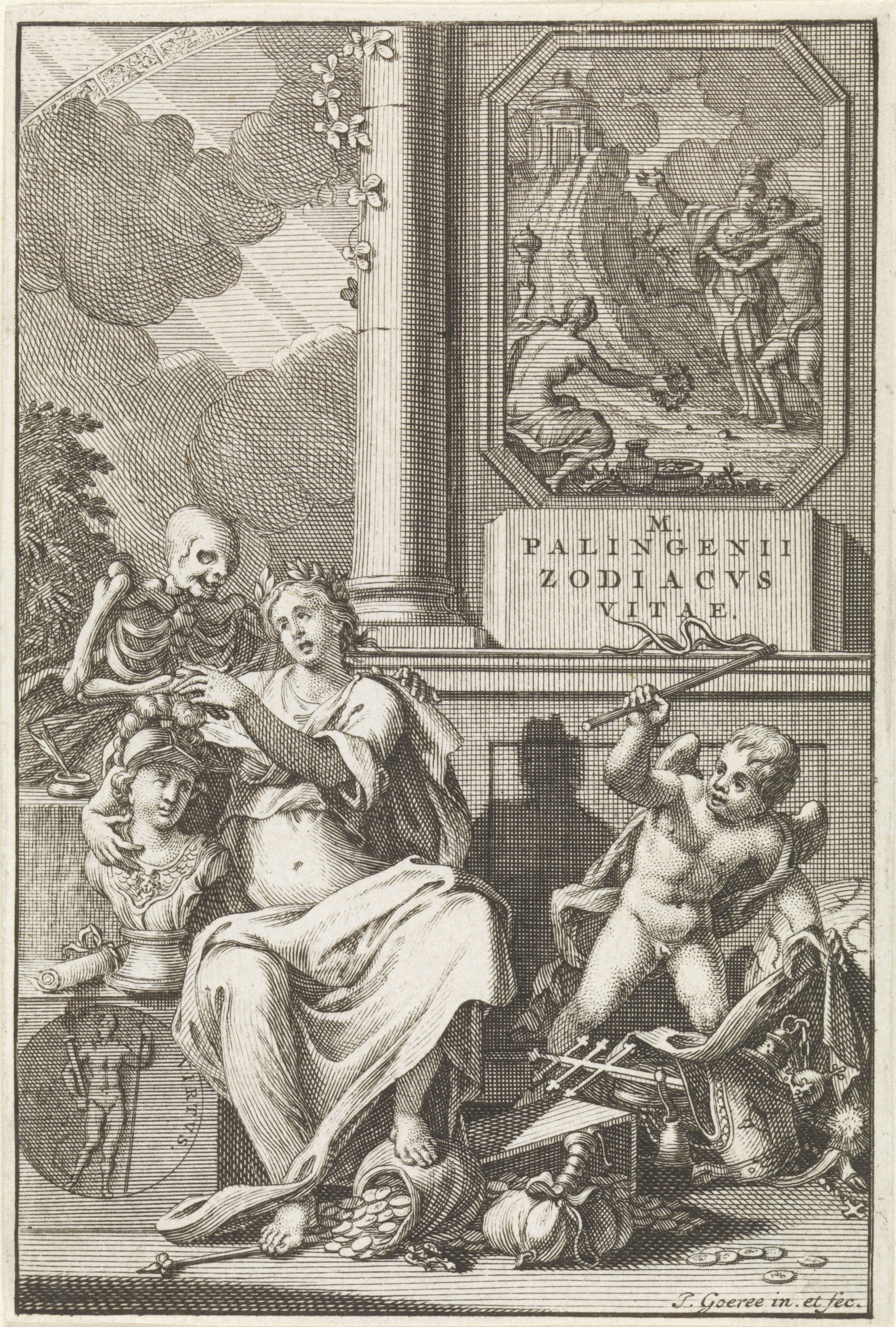
Marcello Palingenio Stellato, Zodiacus Vitae, Amsterdam, Johannes Hofhout, 1722.

Zodiacus vitae è un poema in latino, in dodici libri, ciascuno intitolato a un segno zodiacale. La finalità dello Zodiacus vitae è filosofica: l'itinerario che conduce l'uomo dall'oscurità della Terra dapprima al Cielo e infine a Dio. In base ad alcuni eventi a cui si accenna nell'opera, si ritiene che questa sia stata composta verosimilmente fra il 1520 e la primavera del 1536. La prima edizione fu stampata a Venezia con il titolo di Zodiacus vitae pulcherrimum opus atque utilissimum da Bernardino Vitali priva di data; l'anno di stampa fu probabilmente lo stesso 1536. Il poema è firmato col nome latinizzato dell'autore e i primi 29 versi dell'incipit, che costituiscono una dedica al duca Ercole II d'Este, formano l'acronimo "Marcellus Palingenius Stellatus". La dedica al duca d'Este fu fatta su suggerimento di Antonio Musa Brasavola, archiatra dello stesso Ercole II.
La seconda edizione fu stampata a Basilea da Robert Winter nel 1537 col titolo Zodiacus vitae, hoc est, de hominis vita, studio, ac moribus optime instituendis libri duodecim e una terza edizione, curata da Johann Herold, fu stampata dallo stesso Winter nel 1543. Poiché in quest'ultima edizione Herold loda le conoscenze mediche di Stellato, è sorta verosimilmente l'opinione, giudicata infondata già dal Tiraboschi nel passo citato poco sopra, che Stellato fosse un medico. Dopo di allora l'opera ebbe ampia diffusione in tutta Europa, tranne che in Italia. Tra il XVI e il XVIII secolo furono stampate oltre sessanta edizioni dello Zodiacus vitae. Citato ampiamente da Scévole de Sainte-Marthe (1536-1623), in Francia Stellato ebbe fortuna fra i libertini. L'inserimento dello Zodiacus nell'Indice dei libri proibiti e del nome di Marcellus Palingenius Stellatus tra gli autori della prima classe dell'Indice, ne impedì invece la diffusione in Italia.